# Кюртон, Вильям
Вильям Кюртон (англ. Cureton; 1808 — 17 июня 1864) — английский востоковед.
Член Лондонского королевского общества (1838), иностранный член-корреспондент Санкт-Петербургской академии наук (1862).

## Биография
Учился в Оксфорде, принял духовное звание, опубликовал (1846) первый том каталога арабских рукописей Британского музея. Его слава в научном мире была основана, главным образом, на его изданиях и обработках до того времени неизвестных, важных для истории древней христианской церкви, сирийских рукописей из собрания в 1841 и 1843, приобретённого Таттамом в монастырях египетской соляной пустыни.
Первым и известнейшей его публикацией был сирийский перевод писем Игнатия к Поликарпу, ефесеям и римлянам (Лондон, 1845), вызвавший серьёзные литературные споры. Кюртон энергично отстаивал позицию о том, что открытый им сирийский текст является оригиналом писем; в доказательство он приводил работы: «Vinditiae Ignatianae» (1846) и «Corpus Ignatianum» (1849).
Кюртон опубликовал также сирийский перевод «Посланий святого Афанасия» (1848), третью часть церковной истории Иоанна Эфесского (Оксфорд, 1853), «Specilegium syriacum» (1855), разночтения текста сирийских евангелий (1850), «Историю мучеников палестинских», Евсевия (1861). Из арабских его изданий главные: «Книга религиозных и философских сект» Шахрастани (1842—1846), «Комментарий к плачевным песням Иеремия» Равви Танхума (1843), и «Столп веры суннитов» Эн-Насафи (1843).